# 臺中市潭子區僑忠國民小學
臺中市潭子區僑忠國民小學是一間位於台中市潭子區的一間國小，簡稱為僑忠國小。
1959年8月7日八七水災後，僑胞熱心捐款救災，分配於教育部門者，計有九百九十三萬七千餘遠元，奉中央核撥交本省作災區重建國教之用，經教育廳慎重研究結果，決定連同省府另撥之各界捐款六百餘萬元，至苗栗、屏東、台中、彰化、雲林、嘉義等災情嚴重之縣市建國校33所。當時所建33所國校中，有31所均為僑款所建，勿故分別冠已「僑」字命名，包括「僑忠」、「僑孝」、「僑仁」....等，藉以意紀念僑胞愛國熱忱，本校即為其中之一。

## 歷史

### 校史沿革
- 1950年3月3日：台灣省教育廳及台中縣政府決定在瓦瑤村興建一所小型國小。
- 1950年8月27日：奉准設校，定名「僑忠國民學校」。
- 1968年9月1日：因實施九年國民教育，改名為台中縣潭子鄉僑忠國民小學。
- 1998年9月10日：增設僑忠國小附設幼稚園。
- 2002年10月8日：僑忠國小綜合體育館完工。
- 2011年12月25日：因應台中縣市合併，改名為台中市潭子區僑忠國民小學。

### 歷任校長
- 第一任：徐沛龍（1950.09.01－1967.09.05）
- 第二任：李樹勳（1967.09.06－1971.11.30）
- 第三任：于立仁（1971.12.01－1983.08.31）
- 第四任：林經夫（1983.09.01－1988.08.30）
- 第五任：林炯宏（1988.09.01－1993.08.27）
- 第六任：王碧義（1993.08.28－1999.02.10）
- 第七任：蘇鳳林（1999.02.11－2000.01.31）
- 第八任：巫淙滋（2000.02.01－2007.01.31）
- 第九任：江芳玲（2007.02.01－2011.01.31）
- 第十任：汪珣 （2011.02.01-2015.01.31）
- 第十一任：陳銘鎮（2015.09.01-2022.07.31）
- 第十二任：周詩彥（2023.08.01-現任）

## 外部連結
僑忠國民小學 （页面存档备份，存于）